# Nefropatia tubulointerstiziale
Con il termine nefropatia tubulointerstiziale (o anche nefrite interstiziale) si intende un insieme di malattie che interessano i reni, a partenza dall'interstizio renale e dai tubuli. 
Queste malattie possono avere andamento acuto (nefropatia tubulointerstiziale acuta) o cronico (nefropatia tubulointerstiziale cronica) e possono, in alcuni casi, portare alla malattia renale cronica.

## Forme acute
Le nefropatie tubulointerstiziali acute (TIN) si presentano generalmente con insufficienza renale acuta. Sono caratterizzate da una franca reazione infiammatoria del parenchima renale, che coinvolge prevalentemente il tubulo e l'interstizio. In particolare abbiamo un primo evento che è un forte edema, seguito da un infiltrato di cellule mononucleate che possono aggregarsi o meno a formare un granuloma. Questo infiltrato aumenta ulteriormente il danno parenchimale già indotto dall'edema. Nel complesso si parla comunque di danno cellulo mediato.
Il danno infiammatorio può essere o meno innescato dalla presenza di immunocomplessi. Nel caso della presenza  il danno può seguire uno dei seguenti meccanismi patogenetici:
- deposizione di antigeni (Ag) lungo la membrana basale del tubulo; questi Ag vanno a richiamare anticorpi e si formano quindi IC; si attiva quindi il complemento, e si ha richiamo delle cellule leucocitarie in situ;
- cross reattività di un nuovo Ag introdotto nell'organismo (es: virus/batteri/farmaci) con Ag della membrana basale del tubulo;
- deposito di IC circolanti a livello della membrana basale del tubulo, e questo è caratteristico di malattie autoimmunitarie, come la sindrome di Sjogren, Lupus eritematoso sistemico, nefrite tubulo interstiziale con uveite, altro...)

### Classificazione
Le TIN acute si possono dividono sulla base della patogenesi:
- Da agenti terapeutici: antibiotici (penicillina, solfonammide, chinoloni, vancomicina, eritromicina, minociclina, rifampicina, etambutolo, aciclovir); FANS (inibitori COX-2); diuretici; anticonvulsivanti; altri

- Da infezioni: batteriche (Streptococco, Stafilococco, Salmonella, Legionella, Brucella, Yersinia, Corynebacterium diphtheriae); virali (EBV, CMV, hantavirus, poliomavirus, HIV); altre

- Autoimmuni: lupus eritematoso sistemico; sindrome di Sjorgen; nefrite tubulo interstiziale con uveite; nefrite granulomatosa interstiziale; malattia da IgG4; idiopatica

- Da disordini ostruttivi acuti: malattia da depositi di catene leggere; nefropatia acuta da fosfati; nefropatia acuta da urati

### Sintomatologia
La sintomatologia è strettamente dipendente dalla causa e dall’entità del danno
Ad esempio,una grave reazione da ipersensibilità da farmaci può provocare una contrazione diuretica fino all’insufficienza renale acuta,accompagnata da febbre,rash cutanei,e artralgie (quadro simil-allergico)
Una pielonefrite acuta invece si manifesterà con febbre alta con brivido,dolore lombare,eventualmente nausea e vomito,urine torbide e positività al segno di Giordano

## Forme croniche
Le nefropatie tubulointerstiziali croniche (NTIC) costituiscono un gruppo di malattie infiammatorie croniche del rene che interessano prevalentemente i tubuli renali e l'interstizio, risparmiando i vasi ed i glomeruli.

### Epidemiologia
Essendo la diagnosi di certezza istologica, quindi invasiva e di non facile esecuzione, molti casi di NTIC non vengono diagnosticati. Di conseguenza è difficile ottenere dati precisi sull'incidenza e sulla prevalenza di tale patologia. Nei soggetti sottoposti a biopsia renale, la prevalenza di nefropatia interstiziale è stata stimata in 0,7 su 100000 individui, mentre da dati autoptici risulta una prevalenza dell'1.9%.
Numerose patologie possono essere associate a tale forma di nefropatia, come la tubercolosi miliare, o la malattia di Crohn.

### Eziopatogenesi
In ordine di frequenza, tra le cause della NTIC si osservano:
- Farmaci (FANS, ciclosporina, cisplatino) e metalli pesanti (piombo, cadmio)
- Pielonefrite cronica (associata o no a malformazioni come il reflusso vescico-ureterale o ad ostruzione delle vie urinarie)
- Disordini del metabolismo (iperuricemia, ipercalcemia, iperossaluria, cistinosi)
- Malattie immunologiche (sindrome di Sjögren, lupus eritematoso sistemico[5], sarcoidosi, granulomatosi di Wegener)
- Altre cause (radiazioni ionizzanti, virus di Epstein-Barr)

In letteratura si riportano anche casi secondari a reazioni allergiche.

### Sintomatologia
Trattandosi di forme croniche, nella maggior parte dei casi il paziente non avverte alcun disturbo. Nelle forme caratterizzate da elevata perdita di sodio con le urine o da ridotta concentrazione delle stesse (vedi più avanti), il soggetto colpito può riscontrare un notevole aumento della quantità di urine emesse giornalmente (poliuria), eventualmente accompagnato da calo dei valori pressori ed astenia. Se il danno renale progredisce coinvolgendo i vasi sanguigni renali, può invece insorgere ipertensione.

### Dati di laboratorio
Le alterazioni evidenziate dagli esami di laboratorio dipendono dalla sede delle lesioni all'interno del rene. Caratteristica di tutti i tipi di NTIC è la prevalenza del danno tubulare e interstiziale rispetto al danno glomerulare, tipico invece delle glomerulonefriti. In particolare, a seconda del segmento (o del tessuto) maggiormente colpito, si osserverà:
- Disfunzione prevalente del tubulo prossimale (tipica per esempio della NTIC da cadmio): provoca aumentata perdita urinaria di bicarbonato, glucosio, aminoacidi, fosfato e acido urico.
- Disfunzione prevalente del tubulo distale: provoca aumentata perdita di sodio con le urine, accompagnata da ritenzione di potassio e acidosi metabolica.
- Danno prevalente della midollare renale (come accade nella nefropatia da analgesici): si manifesta con una ridotta capacità dei dotti collettori di concentrare le urine e conseguente emissioni di grandi quantità di urine diluite, fino al quadro clinico-laboratoristico del diabete insipido.

Il semplice esame delle urine, in tutti i casi sopra descritti, risulta generalmente poco alterato, con modesta proteinuria e, talvolta, moderata presenza di emazie e leucociti nel sedimento urinario. Per rilevare le alterazioni urinarie sopra citate, quindi, è necessario dosare determinate sostanze, come gli elettroliti ed il bicarbonato, nelle urine raccolte nelle 24 ore.
Con la progressione del danno renale ed il graduale coinvolgimento dei glomeruli e dei vasi renali si osserverà una progressiva riduzione del filtrato glomerulare, che si esprime con aumento della creatinina nel sangue e riduzione della sua clearance; successivamente, con l'avanzare dell'insufficienza renale cronica, può insorgere anemia.

### Esami strumentali
L'ecografia renale, indagine semplice e poco invasiva, può fornire un utile orientamento diagnostico in un paziente con un quadro clinico-laboratoristico suggestivo di nefropatia (ridotte dimensioni del rene, possibile visualizzazione di aree cicatriziali da pregressa pielonefrite); solo l'urografia, però, consente di visualizzare in modo ottimale il rene e le vie urinarie, evidenziando anche eventuali malformazioni o reflussi patologici che potrebbero rappresentare la causa di infezioni recidivanti. In particolare, nel caso di una NTIC dovuta a pielonefrite cronica, l'urografia mostrerà probabilmente reni di ridotte dimensioni, con calici dilatati e smussati e presenza di cicatrici ("scar") nella corticale.
Per la diagnosi di certezza è necessaria, quando non sia controindicata, la biopsia renale. Questa mostrerà invariabilmente fibrosi di grado variabile dell'interstizio renale associata ad atrofia dei tubuli; spesso a questi reperti si associano segni di infiammazione come infiltrati linfo-monocitari. Talvolta si associano lesioni croniche glomerulari.

### Decorso, prognosi e complicanze
L'evoluzione naturale della malattia consiste in un progressivo decadimento della funzione renale, che si manifesta con il quadro clinico-laboratoristico dell'insufficienza renale cronica. Nel caso della nefropatia da FANS, fra le possibili complicanze è bene ricordare le infezioni delle vie urinarie e possibili episodi di necrosi papillare acuta.

### Terapia
L'unica misura possibile per rallentare o arrestare il declino della funzione renale è la rimozione della causa della nefropatia.